# HD 24479
HD 24479，又名BD+62 628，SAO 12969、HR 1204，是一颗恒星，视星等为5.03，位于銀經142.28，銀緯7.42，其B1900.0坐标为赤經3h 48m 35.6s，赤緯+62° 7.42′ 45″。